# Социален дарвинизъм
Социалният дарвинизъм е теория, според която конкуренцията между всички индивиди, групи, нации или идеи е двигател на социалната еволюция в човешките общества . Терминът излиза извън обичайната употреба на термина дарвинизъм и прави паралел с множество еволюционни идеи и идеи, свързани с „оцеляване на най-приспособения“, независимо дали тези идеи имат или нямат нещо общо с теорията на Чарлз Дарвин за естествения отбор, обясняваща видообразуването в популациите като резултат на конкуренцията между отделните организми за ограничените ресурси.
Терминът „социален дарвинизъм“ се появява за пръв път в Европа през 1879 г. В САЩ става популярен през 1944 г. благодарение на американския историк Ричард Хофщадтер. Той бива предимно използван от неговите критици, отколкото в подкрепа на това, което би трябвало да означава. 
Макар и терминът „социалният дарвинизъм“ да бива използван в подкрепа на твърденията, че теорията за еволюцията чрез естествен отбор на Дарвин може да обясни и трайността на обществото в рамките на една нация или държава, той обикновено се отнася до идеи, които предхождат публикуването на Произход на видовете на Дарвин. Сред тези, чиито идеи са белязани от термина „социален дарвинизъм“, са Томас Малтус и основателят на евгениката Френсис Галтън.